# Клеки-Петра
Клеки-петра е белият учител на апачите маскалеро. Той е и „духовният баща“ на Винету - въображаемия вожд на апачите в романите на Карл Май. Той е германец и при първата си среща с Олд Шетърхенд - белият приятел на всички индианци, той разказва за живота си и за това как е успял да стигне до апачите. Също така той му обяснява, че ако някой насочи пушка срещу Винету, той ще застане пред него и ще поеме куршумите вместо младия вожд. Скоро след това думите му се сбъдват. Бащата на Винету - Инчу-чуна идва заедно със сина си, за да вземат и „духовния баща“, Ратлър идва пиян и предлага огнена вода на Винету. Когато апачът отказва, той му я излива в лицето. След намесата на Олд Шетърхенд, Ратлър посяга към пушката си и прави опит да убие младия вожд, но Клеки-петра застава отпред и поема куршумите. Олд Шетърхенд коленичи до тялото му и учителят моли Олд Шетърхенд да защитава Винету и да бъдат приятели. Желанието на Клеки-петра се сбъдва.